# Arna (stacja kolejowa)
Arna – stacja kolejowa w Arna, w regionie Hordaland w Norwegii, jest oddalona od Oslo Sentralstasjon o 461,93 km.

## Położenie
Należy do linii Bergensbanen. Leży na wysokości 8 m n.p.m. Obsługuje ruch do stacji Oslo Sentralstasjon, Bergen, Voss i Myrdal.

## Ruch pasażerski
Służy zarówno ruchowi dalekobieżnemu jak i podmiejskiemu i jest elementem kolei aglomeracyjnej w Bergen. W ciągu dnia odchodzi z niej ok. 20 pociągów.

## Obsługa pasażerów
Kasa biletowa, poczekalnia, kasowniki biletowe, telefon publiczny, kawiarnia, bankomat, skrytki bagażowe, wózki bagażowe, bankomat, ułatwienia dla niepełnosprawnych, parking na 400 miejsc, parking rowerowy, przystanek autobusowy, postój taksówek.